# Detroit Indy Grand Prix 2008
Detroit Indy Grand Prix 2008 var ett race som var den sjuttonde och näst sista deltävlingen i IndyCar Series 2008. Racet kördes den 31 augusti på Belle Isle Park i centrala Detroit, Michigan. Justin Wilson tog sin första seger i IndyCar Series, efter att domarna bestraffat ledande Hélio Castroneves med att släppa förbi Wilson, efter att ha blockerat Wilson på ett regelvidrigt sätt vid ett omkörningsförsök. Castroneves tog sig dock i högst grad in i mästerskapskampen, sedan Scott Dixon kommit ur sekvens i samband med en gulflaggssituation, och från att ha haft en dominant bil tvingades han nöja sig med en femteplats. 

## Slutresultat
| Plats | Förare            | Team                     | Grid | Kvaltid  |
| ----- | ----------------- | ------------------------ | ---- | -------- |
| 1     | Justin Wilson     | Newman/Haas Racing       | 4    | 1.13,053 |
| 2     | Hélio Castroneves | Team Penske              | 2    | 1.12,764 |
| 3     | Tony Kanaan       | Andretti Green Racing    | 8    | 1.13,233 |
| 4     | Oriol Servià      | KV Racing Technology     | 3    | 1.12,961 |
| 5     | Scott Dixon       | Chip Ganassi Racing      | 1    | 1.12,286 |
| 6     | Ryan Hunter-Reay  | Rahal Letterman Racing   | 7    | 1.12,951 |
| 7     | Bruno Junqueira   | Dale Coyne Racing        | 24   | 1.22,395 |
| 8     | Will Power        | KV Racing Technology     | 12   | 1.12,937 |
| 9     | Ryan Briscoe      | Team Penske              | 5    | 1.13,100 |
| 10    | A.J. Foyt IV      | Vision Racing            | 17   | 1.14,348 |
| 11    | Hideki Mutoh      | Andretti Green Racing    | 16   | 1.13,901 |
| 12    | Darren Manning    | A.J. Foyt Enterprises    | 15   | 1.14,261 |
| 13    | Graham Rahal      | Newman/Haas Racing       | 6    | 1.13,646 |
| 14    | Ed Carpenter      | Vision Racing            | 20   | 1.15,306 |
| 15    | Mário Moraes      | Dale Coyne Racing        | 19   | 1.14,484 |
| 16    | Danica Patrick    | Andretti Green Racing    | 10   | 1.13,915 |
| 17    | Vitor Meira       | Panther Racing           | 14   | 1.13,667 |
| 18    | Marco Andretti    | Andretti Green Racing    | 13   | 1.14,162 |
| 19    | Buddy Rice        | Dreyer & Reinbold Racing | 18   | 1.15,096 |
| 20    | Dan Wheldon       | Chip Ganassi Racing      | 11   | 1.13,926 |
| 21    | Tomas Scheckter   | Luczo-Dragon Racing      | 26   | -        |
| 22    | Alex Tagliani     | Conquest Racing          | 21   | 1.16,640 |
| 23    | Milka Duno        | Dreyer & Reinbold Racing | 23   | 1.19,086 |
| 24    | Ernesto Viso      | HVM Racing               | 9    | 1.13,535 |
| 25    | Jaime Câmara      | Conquest Racing          | 22   | 1.16,704 |
| 26    | Marty Roth        | Roth Racing              | 25   | -        |